# Кюсси-ла-Колон
Кюсси́-ла-Коло́н (фр. Cussy-la-Colonne) — коммуна во Франции, находится в регионе Бургундия. Департамент коммуны — Кот-д’Ор. Входит в состав кантона Блиньи-сюр-Уш. Округ коммуны — Бон.
Код INSEE коммуны — 21221.

## Население
Население коммуны на 2010 год составляло 54 человека.
| 1962 | 1968 | 1975 | 1982 | 1990 | 1999 | 2010 |
| ---- | ---- | ---- | ---- | ---- | ---- | ---- |
| 50   | 43   | 43   | 52   | 47   | 41   | 54   |

## Экономика
В 2010 году среди 27 человек трудоспособного возраста (15—64 лет) 23 были экономически активными, 4 — неактивными (показатель активности — 85,2 %, в 1999 году было 73,1 %). Из 23 активных жителей работали 23 человека (13 мужчин и 10 женщин), безработных не было. Среди 4 неактивных 2 человека были учениками или студентами, 1 — пенсионером, 1 был неактивным по другим причинам.